# Martino Altomonte
Martino Altomonte (Napoli, 1657 – Vienna, 1745) è stato un pittore italiano.

## Biografia
Nato Martin Hohenberg, era figlio di un fornaio tirolese residente a Napoli.
Studente a Roma col Baciccia e con Carlo Maratta, si trasferì (1684) alla corte di Giovanni III Sobieski per poi passare (1703) a Vienna.
Assieme a Johann Michael Rottmayr è considerto l'iniziatore della pittura barocca in Austria. Fu autore di pale d'altare disseminate per tutta l'Austria, che denotano uno stile tardobarocco con spiccato accento italiano. Si ispirò alle opere di Luca Giordano e di Sebastiano Ricci.